# سام والتر فوس
سام والتر فوس (بالإنجليزية: Sam Walter Foss) هو أمين مكتبة وكاتب وشاعر أمريكي، ولد في 19 يونيو 1858 في كانديا في الولايات المتحدة، وتوفي في 26 فبراير 1911 في بوسطن في الولايات المتحدة.